# Ceraticelus albus
Ceraticelus albus là một loài nhện trong họ Linyphiidae.
Loài này thuộc chi Ceraticelus. Ceraticelus albus được Irving Fox miêu tả năm 1891.